# Jonathan Pitroipa
Jonathan Pitroipa (Ouagadougou, 1986. április 12. –) Burkina Fasó-i válogatott labdarúgó, jelenleg az al-Dzsazira Club játékosa.

## Pályafutása

### Klubcsapatban
Profi pályafutását a Planète Champion Ouagadougou csapatában kezdte, 2004 nyarán igazolt Európába, a SC Freiburg játékosa lett. 79 mérkőzésen 16 gólt szerzett, emellett 14 gólpasszt is adott. 2008-ban a Hamburger SV csapatában folytatta pályafutását. 105 mérkőzést játszott a klub színeiben, ezeken 6 gólt lőtt, 16 gólpassza mellett. 2011-ben 3,5 millió euróért leigazolta a francia Stade Rennais FC. 72 meccsen 18 gól és ugyanennyi gólpassz a mérlege.

### A válogatottban
32 mérkőzésen játszott a Burkina Fasó-i labdarúgó-válogatottban, ezeken a meccseken 5 gólt szerzett. Tagja volt a 2013-as afrikai nemzetek kupája tornán ezüstérmet szerzett csapatnak, Etiópia és Togo ellen gólt szerzett, és megválasztották a torna legjobb játékosának.